# Exechopsis
Exechopsis es un género de arañas araneomorfas de la familia Linyphiidae. Se encuentra en Sudamérica.

## Lista de especies
Según The World Spider Catalog 12.0:
- Exechopsis conspicua Millidge, 1991
- Exechopsis versicolor Millidge, 1991